# Laura Innes
Laura Elizabeth Innes (Pontiac, 16 agosto 1957) è un'attrice e regista statunitense, nota per il ruolo di Kerry Weaver nella serie televisiva E.R. - Medici in prima linea.

## Biografia
Laura Elizabeth Innes è nata e cresciuta a Pontiac, nel Michigan. È la minore di sei figli nati da Laurette e Robert Innes, quest'ultimo impiegato in una società di utensili.
Ha partecipato a numerosi film, come Deep Impact, ma deve il suo successo alla serie televisiva E.R. - Medici in prima linea, in cui interpreta il ruolo della dottoressa Kerry Weaver. Ha anche diretto alcuni episodi della serie. Lascia la serie nel corso della tredicesima stagione.
Successivamente dirige alcuni episodi per le serie TV West Wing - Tutti gli uomini del Presidente e Dr. House - Medical Division.
Nel 2010 torna a recitare, come interprete della serie televisiva The Event. Due anni dopo recita nella serie Awake in qualità di personaggio ricorrente, mentre tra il 2018 e il 2019 interpreta il governatore Lynne Birkhead ne Le regole del delitto perfetto.

## Filmografia

### Attrice

#### Cinema
- Fury (The Fury), regia di Brian De Palma (1978)
- Deep Impact, regia di Mimi Leder (1998)
- Can't Stop Dancing, regia di Stephen David e Ben Zook (1999)
- Tutto ciò che voglio (Please Stand By), regia di Ben Lewin (2017)

#### Televisione
- Destini (Another World) – serie TV (1988)
- Hey Dude – serie TV, episodi 2x07-5x05 (1989-1991)
- Doppio rapimento (Desperate Rescue: The Cathy Mahone Story), regia di Richard A. Colla – film TV (1993)
- Guerra al virus (And the Band Played On), regia di Roger Spottiswoode – film TV (1993)
- Bakersfield P.D. – serie TV, episodio 1x02 (1993)
- Wings – serie TV, 4 episodi (1991-1993)
- La famiglia Bowman (The Good Life) – serie TV, episodio 1x02 (1994)
- Cinque in famiglia (Party of Five) – serie TV, episodio 1x02 (1994)
- My So-Called Life – serie TV, episodio 1x18 (1995)
- E.R. - Medici in prima linea (ER) – serie TV, 250 episodi (1995-2009)
- Out of Order – serie TV, 1 episodio (1996)
- The Louie Show – serie TV, 6 episodi (1996)
- West Wing - Tutti gli uomini del Presidente (West Wing) – serie TV, episodio 1x03 (1999)
- The Event – serie TV, 21 episodi (2010-2011)
- Awake – serie TV, 9 episodi (2012)
- Warehouse 13 – serie TV, episodio 4x08 (2012)
- Colony – serie TV, 4 episodi (2017)
- Le regole del delitto perfetto (How to Get Away with Murder) – serie TV, 8 episodi (2018-2020)

### Regista
- Presidio Med – serie TV, 1 episodio (2002)
- West Wing - Tutti gli uomini del Presidente (West Wing) – serie TV, 6 episodi (2000-2006)
- Dr. House - Medical Division (House, M.D.) – serie TV, 1 episodio (2006)
- Journeyman – serie TV, 1 episodio (2007)
- E.R. - Medici in prima linea (ER) – serie TV, 12 episodi (1999-2007)
- Brothers & Sisters - Segreti di famiglia (Brothers & Sisters) – serie TV, 7 episodi, (2008-2009)
- Grey's Anatomy – serie TV, 1 episodio (2012)
- Le regole del delitto perfetto (How to Get Away with Murder) – serie TV, 5 episodi (2014-2019)
- The Affair - Una relazione pericolosa (The Affair) – serie TV, 2 episodi (2015)
- Sneaky Pete – serie TV, 4 episodi (2017-2019)
- Mr. Mercedes – serie TV, 3 episodi (2017-2019)

## Doppiatrici italiane
Nelle versioni in italiano, Laura Innes è stata doppiata da:
- Cinzia De Carolis in E.R. - Medici in prima linea, Colony
- Laura Boccanera in The Event, Warehouse 13
- Isabella Pasanisi in Deep Impact
- Valeria Perilli ne Le regole del delitto perfetto